# Juan de la Miseria

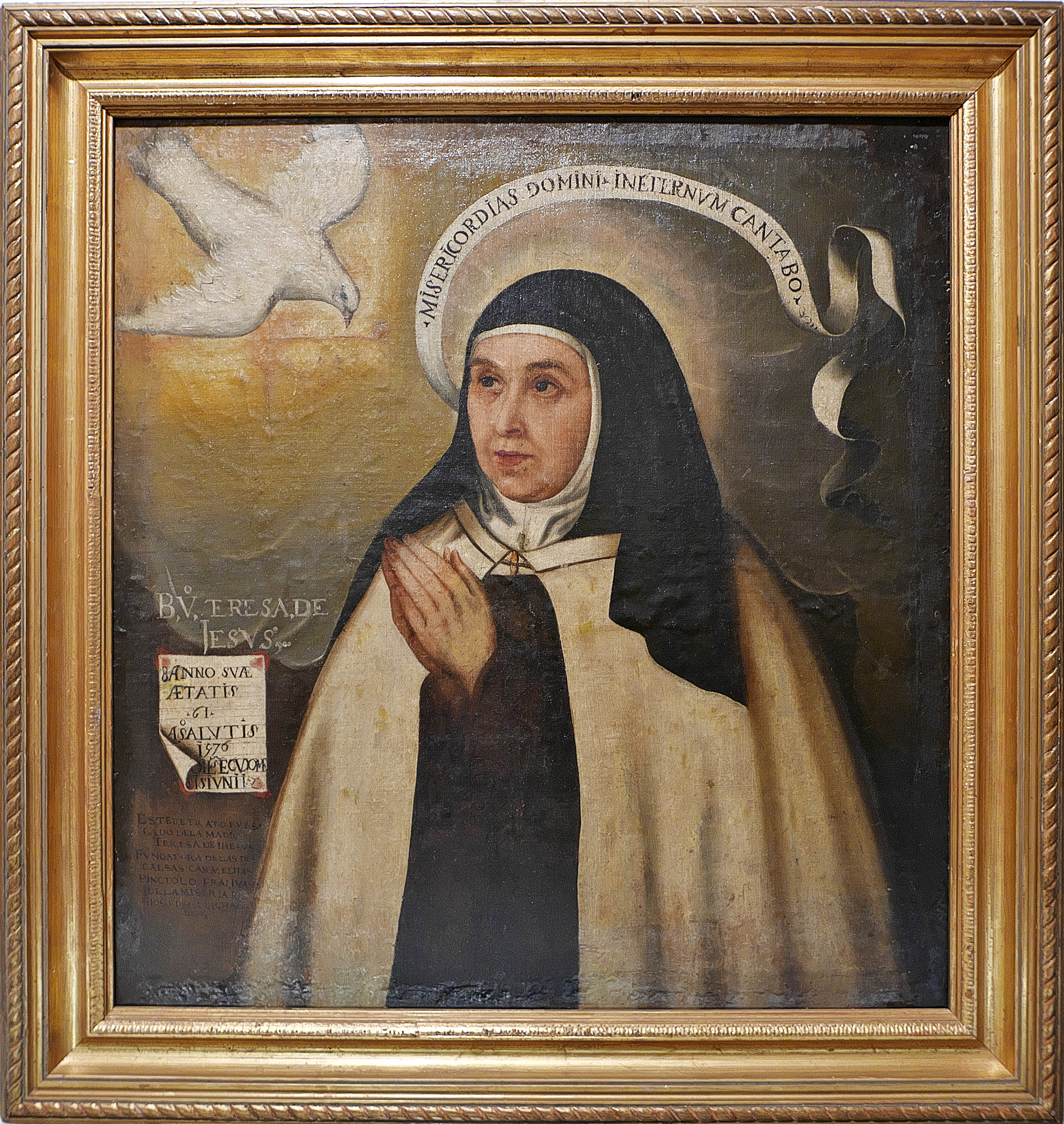
Retrato de Santa Teresa de Jesús por fray Juan de la Miseria

Jan Narduck (1526-1616), conocido como fray Juan de la Miseria, fue un pintor y religioso napolitano con actividad en España.

## Biografía
También se le ha referido como «Juan Narduch». Pintor, era natural del Reino de Nápoles, al parecer nació en Casarciprano en 1526. Antonio Palomino le vincula a la escuela de Alonso Sánchez Coello. Hizo algunos retratos, entre ellos uno de santa Teresa de Jesús por el que es especialmente conocido, además de ser autor de una hagiografía de Catalina de Cardona. Narduch, que profesó en el convento del Carmen de Pastrana, habría muerto en Madrid hacia 1616, se dice que con más de noventa años de edad. Se ha precisado la fecha de su muerte en la capital española en el día 15 de septiembre de 1616.